# Ключевская Сопка
Ключевска̀ со̀пка (на руски: Ключевская сопка) е действащ вулкан в източната част на полуостров Камчатка, в северната част на Източния хребет, в Камчатски край, Русия. Най-високия (4835 m) и най-активния вулкан в Евразия. Разположен е в Ключевската група вулкани заедно с Толбачик, Безименни, Ушковски и др. Има правилен конус с постоянно димящ кратер усложнен с близо 70 вторични конуси, куполи, кратери, фумароли и солфатари. Изграден е от потоци от базалтова, отчасти андезитова лава, а в горната си част от рохкави материали. За последните 270 години е изригнал над 50 пъти (1737, 1932, 1938, 1944 – 1945, 1946, 1951, 1953, 1956, 1966, 1980, 1983, 1984, 1987, 1988 – 1989, 1993, 1994, 2002, 2004 – 2005, 2008, 2009, 2012, 2013, 2016), като всеки път височината му се променя. Официално приетата му височина е 4750 m, като мени до 4850 m, а след последното изригване на 15 август 2013 г. – 4835 m. Често явление са подземните взривове, при които се изхвърлят бомби и пепел. На върха има постоянни снегове и малки ледници.